# Bare Bones
Bare Bones är ett musikalbum från 2009 av den amerikanska jazzsångerskan Madeleine Peyroux.
Peyroux har helt eller delvis skrivit alla sångerna. Hon började arbeta med albumet direkt efter lanseringen av Half the Perfect World och säger själv att det är ett försök att sammanfatta hennes livsfilosofi.

## Låtlista
1. "Instead" (Julian Coryell/Madeleine Peyroux) – 5:13
2. "Bare Bones" (Walter Becker/Larry Klein/Madeleine Peyroux) – 3:27
3. "Damn the Circumstances" (Larry Klein/David Batteau/Madeleine Peyroux) – 4:37
4. "River of Tears" (Larry Klein/Madeleine Peyroux) – 5:21
5. "You Can't Do Me" (Walter Becker/Larry Klein/Madeleine Peyroux) – 5:05
6. "Love and Treachery" (Larry Klein/Joe Henry/Madeleine Peyroux) – 4:20
7. "Our Lady of Pigalle" (David Batteau/Larry Klein/Madeleine Peyroux) – 5:28
8. "Homeless Happiness" (Julian Coryell/Madeleine Peyroux) – 3:59
9. "To Love You All Over Again" (David Batteau/Madeleine Peyroux) – 3:59
10. "I Must Be Saved" (Madeleine Peyroux) – 4:45
11. "Somethin' Grand" (Sean Wayland/Madeleine Peyroux/Larry Klein) – 3:44

## Medverkande
- Madeleine Peyroux – sång, gitarr
- Larry Klein – bas
- Vinnie Colaiuta – trummor
- Dean Parks – elgitarr
- Jim Beard – piano
- Larry Goldings – orgel
- Carla Kihlstedt – violin
- Luciana Souza, Rebecca Pidgeon – kör